# Diaspora (román)
Diaspora je sci-fi román Grega Egana, který byl do češtiny z anglického originálu Diaspora (1997) přeložen roku 2005 (vyšel v nakladatelství Návrat, překlad Petr Kotrle, ISBN 80-7174-607-X).
Děj Diaspory je situován do budoucnosti, kdy se lidstvo dělí na konzervativní tělaře, kteří i přes nevýhody z toho plynoucí zůstávají ve svých organických tělech (byť mnohdy značně geneticky modifikovaných), na Gleisnerovy roboty – umělá fyzická těla s vlastní inteligencí a obyvatele polis – superpočítačů obývaných inteligentním software – bytostmi, které žijí již plně ve virtuální realitě.
Román se zaměřuje právě na obyvatele polis a na nesčetné možnosti, které jsou jim otevřeny bez omezení fyzického světa.

## Postavy
Játima je Sirotče vytvořené v polis Koniši, které nemá žádné rodiče. Je ústřední postavou románu. Velmi se zajímá o matematiku a objevování neznáma.
Blanche je dalším obyvatelem polis Koniši – je jedním z prvních tří lidí, které Játima potká. Blanche později nalézá zálibu v teorii Kozuchové (fiktivní jednotné polní teorii sestavené pro potřeby románu) a učiní v ní podstatné objevy.
Orlando je tělař (člověk v téměř nezměněné podobě v organickém těle) žijící v troskách Atlanty na Zemi. Orlando posléze „migruje“ do polis pomocí sofistikované nanotechnologie.

## Děj
Diaspora začíná popisem „orphanogeneze“ a následným vznikem Játimy. Na rozdíl od moderních lidí je Játima již „dospělý“ během několika dní – polis běží přibližně osmsetkrát rychleji (měřeno subjektivním časem jeho obyvatel) než fyzický svět. Později Játima se svým přítelem Inoširem navštěvují kolonii tělařů v Atlantě.
O mnoho let později Gleisnerův robot Karpal pomocí detektoru gravitačních vln zjišťuje, že neutronová dvojhvězda (Lacerta G-1) ztrácí energii mnohem rychleji, než se očekávalo a namísto předpokládaných osmi milionů let zbývají do srážky neutronových hvězd jen 4 dny. Játima a Inoširo se vracejí do Atlanty, aby varovali tělaře aby buďto migrovali do polis, nebo se alespoň připravili. Radiace z výsledného gama záblesku výrazně poškodí atmosféru a druh homo sapiens ve své organické podobě zaniká. Játima a Inoširo stíhají několik náhodných tělařů zachránit.
Román je pojmenován podle mise, kterou podstupuje většina obyvatel polis Carter-Zimmermanu. Diaspora je soubor stovek klonů polis C-Z vypuštěných k rozličným hvězdným systémům, aby hledaly inteligentní civilizace převážně ve snaze vysvětlit příčinu rychlého kolapsu Lacerty a předejít tak možným ohrožením jejich civilizace. Obyvatelé C-Z zahájí Diasporu poté, co selže jejich pokus propojit Galaxii sítí červích děr.
Během cesty v jednom klonu C-Z mířícím k Formalhautu objeví Blanche rozšíření stávající jednotné teorie pole, které vysvětlí předešlé špatně vyšlé experimenty a špatnou průchodnost červích děr. Nedlouho poté, co Blanche odesílá svou teorii na Zemi, je formalhautské C-Z zničeno kosmickým smetím.
Posléze účastníci Diaspory objeví civilizaci, která se zakódovala do neutronů jedné z planet (neutrony podle teorie Kozuchové mohou mít i velmi složitou vnitřní strukturu), aby unikla masivnímu výbuchu jádra Galaxie, který má zničit veškerý život v Mléčné dráze. Účastníci Diaspory následují tuto civilizaci do duálního vesmíru ukrytého ve složité struktuře v neutronech a opouštějí známý vesmír.
V románu Egan představuje velmi elegantní fyzikální teorie, které jsou stále podivuhodnější – až dospěje k nečekanému závěru. V celém románu představí několik možných forem mimozemské civilizace – např. šestnáctirozměrné olihně, které jsou ve skutečnosti software běžící na počítači tvořeném Wangovými koberci – organickými molekulami v oceánu, které do sebe zapadají podle přesných pravidel, čímž se chovají podobně jako Turingův stroj.

## Fyzika v Diaspoře
Teorie Kozuchové je fiktivní polní teorie, podle které jsou veškeré elementární částice tvořeny ústími mikroskopických kvantovaných červích děr. Původní teorie je čtyřrozměrna a používá navíc šestirozměrné standardní vlákno tvaru hypersféry. Teorii později rozšíří Blanche tak, že za standardní vlákno zvolí dvanáctirozměrný torus. Ke konci románu vyspělá civilizace lidem sděluje, že skrytých rozměrů je ve skutečnosti nekonečně mnoho.
Introdus je mechanismus, kdy pomocí nanotechnologie je organické tělo člověka přečteno, molekulárně přeměněno a posléze překopírováno do podoby software v polis.
Femtomechanismy jsou mechanismy fungující přibližně v rozměrech atomových jader – složitým způsobem udržují shluky jader v excitovaném stavu vytvářejíce tak de-facto „jadernou molekulu“.
Duální vesmír. Podle rozšířené teorie Kozuchové mohou mít neutrony (a jiné částice) složitou vnitřní strukturu závisející na přesném napojení ústí červích děr uvnitř částice. Přitom lze docílit toho, že vytvořená struktura se chová přesně tak, že emuluje výpočet duálního vesmíru, má pět rozměrů prostorových, jeden časový a čtyři rozměry jako standardní vlákno. Do takového vesmíru se na konci románu lidé překopírují, aby se zachránili před výbuchem jádra galaxie. Pozoruhodné na pětirozměrném vesmíru je, že elektrony netvoří stabilní orbitaly, ale spadnou do jader atomů, nebo že planety nemají stabilní dráhy. Obě tyto předpovědi odpovídají současné fyzice aplikované na pětirozměrný prostor.

## Formy života v Diaspoře
Wangovy koberce jsou gigantické molekuly tvořené z organických molekul, které se chovají jako Wangovy destičky – podle přesných pravidel jediným možným způsobem vyskládají rovinu. Molekuly volně plovoucí v moři se postupně na již existující Wangův koberec nabalují, čímž probíhá výpočet obdobně jako např. na Turingově stroji. V knize tento obrovský „počítač“ mimoděk vytváří virtuální realitu pro život šestnáctirozměrných olihní.
Rozkročenci mezi hvězdami jsou členové prastaré civilizace, která se rozhodla své myšlenkové pochody zpomalit natolik, že se jednotlivci rozprostírají mezi několika hvězdnými systémy a jejich myšlení probíhá pomalu – pomocí radiových signálů šířících se mezi nimi rychlostí světla.
Transmutéři jsou civilizace, která obdobně jako lidé žije v polis, ale nejde o počítače, které by se měnily v čase, nýbrž o dlouhý řetězec po sobě jdoucích stavů téhož polis „vytesaných“ do odolného materiálu z křemíku. Postupně se měnící řada polis se táhne napříč dlouhým řetězcem navzájem duálních vesmírů, čímž tvoří jednotlivé „tiky“ počítače. Jde o příklad civilizace, která již za dobu své existence vyčerpala všechny možnosti o které stála a dále se nemá kam vyvíjet.
Poustevníci jsou civilizace obývající duální pětirozměrný vesmír – tato civilizace uzpůsobila ekosystém své planety tak, aby jednotliví obyvatelé bez jakékoliv námahy získali veškerý komfort a potravu – o průzkum vesmíru či komunikaci s jinými civilizacemi nemají zájem.